# 사쿠라이정 (아이치현)
사쿠라이정(桜井町)은 아이치현 헤키카이군에 설치되었던 정이다. 현재의 안조시 남동부에 해당한다.